# Kevin Janssens
Kevin Janssens (Anversa, 21 agosto 1979) è un attore belga.
Attivo sia in televisione che al cinema, ha ottenuto ruoli da protagonista o co-protagonista in film come Revenge e The Room - La stanza del desiderio.

## Biografia
Dopo aver recitato in alcuni cortometraggi, Janssens fa il suo debutto in un lungometraggio nel 2006 recitando da protagonista in Windkracht 10: Koksijde Rescue. Sempre nel 2006 recita nella miniserie televisiva Koning van de wereld. Negli anni successivi recita principalmente in altre opere in lingua olandese, diffuse principalmente nelle nazioni di lingua olandese. A partire dal 2008 fa parte del cast di MPU - Missing Persons Unit, apparendo in 47 episodi della serie. 
Nel 2017 ottiene una maggiore notorietà internazionale grazie al ruolo da co-protagonista nel film francese Revenge. Seguono altri ruoli di primo piano in film d'azione francesi come Les confins du monde e The Bouncer - L'infiltrato. Nel 2018 torna a recitare in un film olandese, Catacombe. Nel 2019 recita da co-protagonista nel film thriller/fantascientifico The Room - La stanza del desiderio. Nel 2020 prende parte all'edizione belga di The Masked Singer in qualità di giudice. Nel 2021 vince un Ensor Award come miglior attore per il film De Patrick, in cui interpreta il ruolo del protagonista.

## Vita privata
Janssens ha dichiarato di essere cresciuto con un padre violento e di aver maturato per questo l'intenzione di essere il miglior genitore e marito possibile.

## Filmografia

### Cinema
- Windkracht 10: Koksijde Rescue, regia di Hans Herbots (2006)
- Vermist, regia di Jan Verheyen (2007)
- Smoorverliefd, regia di Smoorverliefd (2010)
- Zot van A, regia di Jan Verheyen (2010)
- Het varken van Madonna, regia di Frank Van Passel (2011)
- Weekend aan Zee, regia di Ilse Somers (2012)
- Le Ardenne - Oltre i confini dell'amore, regia di Robin Pront (2015)
- Home, regia di Fried Troch (2016)
- Tueurs, regia di François Troukens (2017)
- Revenge, regia di Coralie Fargeat (2017)
- Les confins du monde, regia di Guillaume Nicloux (2018)
- The Bouncer - L'infiltrato, regia di Julien Leclercq (2018)
- Catacombe, regia di Victor D. Ponten (2018)
- The Room - La stanza del desiderio (The Room), regia di Christian Volckman (2019)
- De Patrick, regia di Tim Mielants (2019)
- Savage State, regia di David Perrault (2019)
- Samuel's Travels, regia di Aik Karapetian (2021)
- Close, regia di Lukas Dhont (2022)
- Wil, regia di Tim Mielants (2023)

#### Doppiaggio
- Le avventure di Sammy (Sammy's avonturen: de geheime doorgang), regia di Ben Stassen (2010)

### Televisione
- Koning van de wereld – Miniserie televisiva, 5 episodi (2006)
- De smaak van De Keyser – Serie TV, 8 episodi (2008-2009)
- MPU - Missing Persons Unit – Serie TV, 47 episodi (2008-2014)
- Fikken – Serie TV, 2 episodi (2009)
- De Troon – Serie TV, 2 episodi (2010)
- Dag & nacht – Serie TV, 12 episodi (2010)
- Monster! – Serie TV, 1 episodio (2011)
- Het goddelijke monster – Serie TV, 10 episodi (2011)
- Quiz Me Quick – Serie TV, 10 episodi (2012)
- Salamander – Serie TV, 8 episodi (2013)
- Over Water – Serie TV, 10 episodi (2018)
- Undercover – Serie TV, 6 episodi (2019)
- Niets te melden – Serie TV, 2 episodi (2020)
- Fair Trade – Serie TV, 8 episodi (2021)
- Fuck You Very, Very Much – Serie TV, 1 episodio (2021)
- La famiglia dei diamanti (Diamonds) - serie TV, 8 episodi (2023)

## Doppiatori italiani
Nelle versioni in italiano delle opere in cui ha recitato, Kevin Janssens è stato doppiato da:
- Gabriele Sabatini in MPU - Missing Persons Unit
- Mattia Bressan in Revenge
- Francesco Pezzulli in The Room - La stanza del desiderio
- Francesco Bulckaen ne La famiglia dei diamanti